# نصف دولار (عملة الولايات المتحدة)

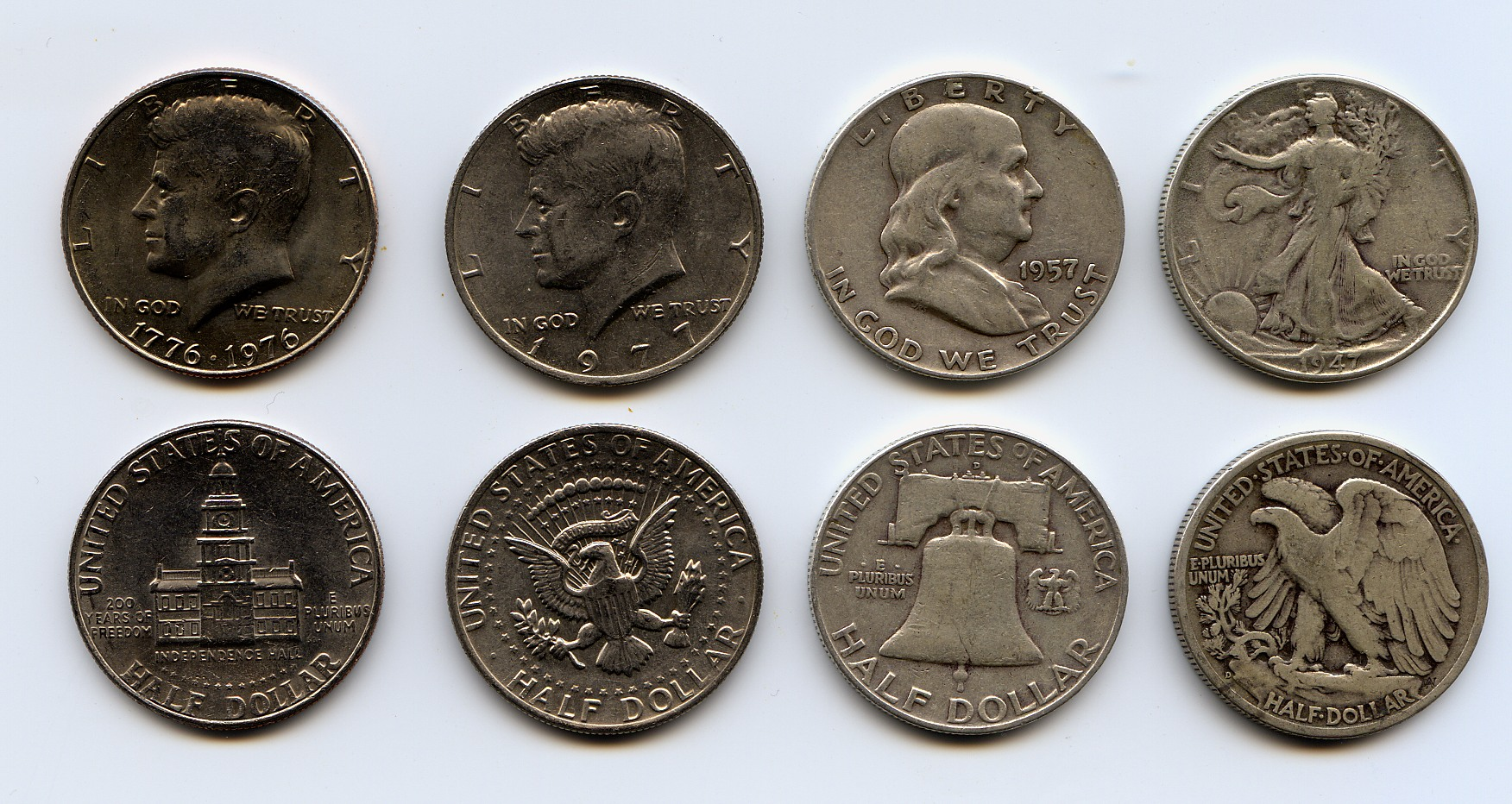
تصميمات مختلفة بلعملة نصف دولار. من اليسار الى اليمين:Bicentennial، Kennedy، Franklin، نصف دولار الحرية المتحركة

عملة نصف دولار المعدنية half dollar، يشار إليه أحيانًا ب half أو 50 سنت، هي العملة المعدنية الأمريكية بقيمة 50 سنت، أو نصف دولار. من حيث الحجم والوزن، فهي أكبر عملة معدنية متداولة يتم إنتاجها حاليًا،  ويبلغ قطرها 1.205 بوصة (30.61 مليمتر) وسماكتها 0.085 بوصة (2.16 مـم)، وهو ضعف وزن ربع دولار الأمريكي. خضع تصميم العملة لعدد من التغييرات عبر تاريخها. منذ عام 1964، يصور نصف الدولار الصورة الشخصية للرئيس جون إف كينيدي على الوجه وختم رئيس الولايات المتحدة على الجانب الآخر.
على الرغم من قلة استخدامها، إلا أن هذه العملة لها تاريخ طويل من الاستخدام إلى جانب الطوائف الأخرى من العملات المعدنية الأمريكية، ولكنها أصبحت غير شائعة في التداول العام لعدة أسباب. تم إنتاج نصف الدولار بكميات كبيرة حتى عام 2002، عندما خفضت دار سك العملة الأمريكية إنتاج العملة وتوقفت عن سكها للتداول العام. ونتيجة لانخفاض استخدامه، بقي العديد منها مما تم تعدينه ما قبل عام 2002 في خزائن الاحتياطي الفيدرالي، مما أدى إلى التغيير في الإنتاج. في الوقت الحاضر، يمكن طلب نصف دولار لجامعي العملة مباشرة من دار سك العملة الأمريكية،  وقد يكون نصف الدولار المتداول قبل عام 2002 متاحًا في معظم البنوك والاتحادات الائتمانية الأمريكية. ابتداءً من عام 2021، تم إنتاج عملة نصف دولار مرة أخرى للتداول العام.

## التداول
شهدت العملات المعدنية بنصف الدولار تداولًا كثيفًا حتى منتصف الستينيات. لسنوات عديدة، كانت (ولا تزال في العديد من المناطق) تُستخدم بشكل شائع من قبل المقامرين في الكازينوهات والأماكن الأخرى التي بها ماكينات القمار. قد يتم الاحتفاظ بلفائف نصف دولار في متناول اليد في غرف الورق للألعاب التي تتطلب رهانًا مقدمًا بقيمة 50 سنتًا أو رهانات جلب، أو لكي يدفع التجار قيمة طبيعية فائزة في لعبة البلاك جاك، أو حيث يجمع المنزل أشعل النار بزيادات. بالإضافة إلى ذلك، يقوم بعض بائعي الامتياز في الأحداث الرياضية بتوزيع عملات معدنية بقيمة نصف دولار كتغيير من أجل الراحة.
في أوائل الستينيات، اقترب ارتفاع سعر الفضة من النقطة التي تتجاوز فيها قيمة سبائك العملات الفضية الأمريكية القيمة الاسمية. عام 1965 قدمت الولايات المتحدة عملات معدنية ذات طبقات مصنوعة من قلب النحاس النقي المحصور بين وجهين خارجيين من النيكل. تم التخلص من محتوى الفضة من الدايمات والأرباع، لكن نصف دولار كينيدي، الذي تم تقديمه في عام 1964، كان يحتوي على الفضة (انخفضت من 90٪ في عام 1964 إلى 40٪ من عام 1965 إلى عام 1970). حتى مع انخفاض محتواه من الفضة، فقد اجتذب نصف الدولار اهتمامًا واسع النطاق من المضاربين وجامعي العملات المعدنية، وأدى هذا الاهتمام إلى اكتناز واسع النطاق لنصف دولار يعود تاريخه إلى عام 1970 وما قبله. في عام 1971، تم تغيير تكوين العملة ليتناسب مع تركيبة الدايمات والأرباع المكسوة، ومع زيادة الإنتاج، شهدت العملة زيادة معتدلة في الاستخدام؛ ومع ذلك، بحلول هذا الوقت، بدأت العديد من الشركات والجمهور يفقدون الاهتمام بنصف الدولار، وبحلول نهاية السبعينيات، أصبحت العملة غير شائعة في التداول تدريجيًا. توقف التجار عن طلب نصف دولار من بنوكهم، وتوقفت العديد من البنوك عن طلب نصف دولار من الاحتياطي الفيدرالي، وخفضت دار سك العملة الأمريكية إنتاج العملات المعدنية بشكل حاد.
من عام 2001 إلى عام 2020، تم سك نصف دولار فقط لهواة الجمع، وذلك بسبب المخزون الكبير من الاحتياطي الفيدرالي والحكومة الموجود في متناول اليد من قطع ما قبل عام 2001؛ ويرجع ذلك في الغالب إلى قلة الطلب والعائدات الكبيرة من ماكينات القمار في الكازينو التي تعمل الآن "بدون عملات معدنية". في نهاية المطاف، عندما ينخفض المخزون الاحتياطي، ستقوم دار سك العملة مرة أخرى بملء طلبات التداول بنصف دولار. استغرق الأمر 18 عامًا (1981-1999) حتى يصل المخزون الضخم من عملة أخرى منخفضة الطلب، وهي دولار سوزان ب. أنتوني، إلى مستويات احتياطي منخفضة بما يكفي لضرب القطع للتداول مرة أخرى. يمكن شراء نصف الدولارات الحديثة في مجموعات إثبات، ومجموعات سك العملة، ولفائف، وأكياس من دار سك العملة الأمريكية، ويمكن الحصول على قطع تداول المخزون الحالية أو طلبها من خلال معظم البنوك والاتحادات الائتمانية الأمريكية. كانت جميع إصدارات المجمعات منذ عام 2001 أقل بكثير من السنوات السابقة. على الرغم من أنها مخصصة لهواة الجمع فقط، إلا أنه غالبًا ما يمكن العثور على نصف دولار 2001-2020 متداولًا.

## جوانب من التاريخ المبكر
وفي 1 ديسمبر 1794، تم تسليم النصف الدولار الأول، أي حوالي 5300 قطعة. تم إنتاج 18000 أخرى في يناير 1795 باستخدام قوالب من عام 1794، لتوفير تكلفة صنع قوالب جديدة. تم سك 30.000 قطعة أخرى بحلول نهاية عام 1801. وكانت العملة تحمل النسر الشعاري، استنادًا إلى الختم العظيم للولايات المتحدة على الجانب الخلفي. تم سك 150.000 قطعة في عام 1804 ولكن تم ضربها بقوالب من عام 1803، لذلك لا توجد عينة تحمل عام 1804 ، على الرغم من وجود بعض القطع المؤرخة في عام 1805 والتي تحمل تاريخًا زائدًا "5 على 4".
عام 1838 تم إنتاج قوالب نصف دولار في دار سك العملة في فيلادلفيا لصالح دار سك العملة المنشأة حديثًا في نيو أورليانز، وتم إجراء عشر عينات اختبار من نصف دولار عام 1838 في دار سك العملة الرئيسية في فيلادلفيا. تم وضع هذه العينات في خزنة دار السك جنبًا إلى جنب مع الأصناف النادرة الأخرى مثل الدولار الفضي 1804. تم بعد ذلك شحن القوالب إلى نيو أورلينز لإنتاج منتظم بقيمة 1838 نصف دولار. ومع ذلك، تأخر إنتاج نيو أورلينز للنصف دولار بسبب أولوية إنتاج نصف الدايمات والدايمات. لم يتم استخدام المكبس الكبير لإنتاج نصف دولار في نيو أورليانز حتى يناير 1839 لإنتاج نصف دولار 1838، ولكن لم يكن من الممكن تأمين القالب العكسي بشكل صحيح، وتم إنتاج عشر عينات فقط قبل فشل القالب. كتب روفوس تايلر، كبير سك العملة في دار سك العملة في نيو أورليانز، إلى مدير دار سك العملة باترسون حول المشكلة في 25 فبراير 1839. تحتوي جميع عينات دار السك في أورليانز على عكس مزدوج مختوم نتيجة لمشكلة الإنتاج هذه وأظهرت أيضًا علامات مثيرة لصدأ القالب، ولم يكن أي منهما موجودًا في عينات الاختبار المنتجة في فيلادلفيا. في حين أن ثماني عينات تم سكها من فيلادلفيا لا تزال على صالة حتى يومنا هذا، إلا أنه لا يوجد سوى عينة واحدة معروفة تم سكها من نيو أورلينز مع ختم مزدوج وصدأ. هذه هي العملة الشهيرة التي قدمها روفوس تايلر إلى ألكسندر دالاس باش (الحفيد بنجامين فرانكلين الأكبر ) في صيف عام 1839 وتم شراؤها لاحقًا في يونيو 1894 من قبل أ. جي. هيتون، والد جمع العملات المعدنية ذات علامة دار السك. إن نصف الدولارات التي تم إنتاجها في فيلادلفيا عام 1838 نادرة للغاية، حيث بيعت عينتان منفصلتان بمبلغ 632.500 دولار في مزادات التراث في عامي 2005 و2008 على التوالي. تعد عملة أورليانز الوحيدة الباقية التي تم سكها عام 1838 واحدة من أندر العملات المعدنية الأمريكية. وفي عام 1840، أنتج هذا النعناع ما يقرب من 180.000 نصف دولار.
عام 1861، أنتجت دار سك العملة في نيو أورليانز عملات معدنية لثلاث حكومات مختلفة. تم ضرب ما مجموعه 330.000 في ظل حكومة الولايات المتحدة، و1.240.000 لولاية لويزيانا بعد انفصالها عن الاتحاد، و962.633 بعد انضمامها إلى الكونفدرالية. وبما أنه تم استخدام نفس القالب في جميع الضربات، فإن الناتج يبدو متطابقًا. ومع ذلك، قامت الولايات الكونفدرالية الأمريكية بسك أربعة أنصاف دولارات بعكس CSA (بدلاً من الولايات المتحدة الأمريكية) وكان قالب الوجه الذي استخدموه به صدع صغير. ومن ثم، فمن المحتمل أن يكون نصف دولار "عادي" لعام 1861 مع هذا الصدق الصغير قد استخدم من قبل الكونفدراليين في بعض الإضرابات الجماعية.
هناك نوعان من نصف دولارات كينيدي في مجموعة الإثباتات لعام 1964. في البداية، تم استخدام القالب مع شعر مميز، مما يظهر خطوطًا أعمق مما تفضله أرملة الرئيس، جاكلين كينيدي. تم إعداد قوالب جديدة لتنعيم بعض التفاصيل. تشير التقديرات إلى أن حوالي 1 - 3% (40.000 إلى 100.000) من نصفي الإثبات هي من النوع الأقدم، مما يجعلها أكثر تكلفة إلى حد ما بالنسبة لهواة الجمع.

## قائمة التصاميم

### نصف دولار فضي
- الشعر المتدفق 1794–1795[16]
- تمثال نصفي ملفوف 1796–1807[17][18]
- عملة التمثال النصفي المتوج 1807–1839[19][20]
- عملة الحرية الجالسة للولايات المتحدة 1839–1891[21][22]
- باربر 1892–1915[23]
- نصف دولار الحرية المتحركة 1916–1947[24]
- فرانكلين 1948–1963[25]
- نصف دولار كينيدي 1964 (إصدار عام للتداول) (آخر نصف دولار من الفضة بنسبة 90% للتداول، يحتوي على 0.36169 أونصة من الفضة الصافية لكل عملة، أو 7.234 أونصة من الفضة لكل لفة)[26]
- نصف دولار كينيدي 1992–للان (مجموعات مقاومة للفضة)

### نصف دولار فضي 40%
- نصف دولار كينيدي 1965–1970
- نصف دولار كينيدي 1976 (لجامعي العملة فقط 40% فضة)

### نصف دولار مكسو بالنحاس والنيكل
- نصف دولار كينيدي 1971–1974, 1977–للآن
- نصف دولار كينيدي Bicentennial 1975–1976 (all dated 1776-1976)

## أنظر أيضا
- إنتاج العملات المعدنية في الولايات المتحدة
- نصف دولار بلاتيني 1814
- نصف دولار كينيدي